# Данилюк Костянтин Олексійович
Костянтин Олексійович Данилюк (нар. 7 липня 1969, Черкаси, Українська РСР) — український актор театру та кіно.

## Походження та навчання
Костянтин Данилюк народився 1969 року в Черкасах. Ще з дитинства мріяв стати актором. Після закінчення школи подав документи до Дніпропетровського театрального училища, яке закінчив у 1990 році.
У 1998 році почав працювати в театрі-студії імпровізації «Чорний квадрат».

## Творчість
Костянтин Данилюк зіграв декілька десятків специфічних і характерних ролей в різних спектаклях, а також понад 80 головних і другорядних ролей у фільмах і серіалах.
Після появи в популярному серіалі «Повернення Мухтара — 2» він став відомим актором і отримав кілька пропозицій знятися в епізодичних ролях в спільних російсько-українських та українських проектах.

### Ролі в театрі
- Єрофєєв. Похмільний ангел
- А в кінці — стриптиз
- День Перемоги
- Єгор Лютий
- Жінки оптом і в роздріб
- Земля обертається зі скрипом
- Кава похапцем або сніданок в наручниках
- Чоловічі правила розпусти
- Приречені на щастя
- Казки втомлених міст
- Тамара і Демон
- Вечеря в чотири руки
- Небо в алмазах або до глядача задом
- Легкий спосіб зрубати бабки
- Остання ніч Мерилін
- Секс. тимчасово доступний
- Чорнозем зі смаком манго
- І знову здрастуйте…!
- До і Після сексу … з Курилко
- На добраніч, йдіть до біса!
- Маленькі зради великий Любові
- Подарунок потрібно заслужити
- Всі жінки продаються

### Ролі в кіно
- 2019 — За вітриною  (у виробництві)
- 2018 — Всупереч долі
- 2018 — За правом любові — Ілля
- 2018 — Сестри у спадок — Іван Ткачук, бізнес-партнер Сергія Білявського
- 2018 — Перший раз прощається — Іван Дмитрович, прокурор
- 2018 — Віддай мою мрію — епізод
- 2018 — Жити заради кохання
- 2018 — Дівчатка мої — директор кінного манежу
- 2018 — Ангеліна — Фетісов
- 2017 — Той, хто не спить — Берило
- 2017 — Специ — Глинський, нотаріус
- 2017 — Рецепт кохання — Едуард Андрійович Красовський, батько Антона, англійський лорд (головна роль)
- 2017 — Пес-3 — психіатр (у 13-й серії «Квазімодо»)
- 2017 — Відчайдушний домогосподар — Іван Карпов, сусід
- 2017 — Обручка з рубіном — Борис
- 2017 — Покоївка — Костя
- 2017 — Час хризантем
- 2017 — Всупереч долі — епізод
- 2017 — Перший раз прощається
- 2016 — 2017 — Райське місце — Петро
- 2016 — Заборонене кохання
- 2016 — Поганий хороший коп — адвокат Вовка
- 2016 — Співачка — Мітя, вітчим Наталії
- 2016 — Свій чужий син — Панін, слідчий
- 2016 — Коли минуле попереду — Геннадій Поводирьов, старший слідчий
- 2016 — Не зарікайся — Павло Савченко
- 2016 — Заміж після всіх  — таксист
- 2016 — Забудь і згадай — Віктор, колега Увалова
- 2015 — Клан ювелірів — Борис Кравець, батько Натальї та Зої (головна роль)
- 2015 — За законами воєнного часу
- 2015 — Офіцерські дружини — епізод
- 2015 — Все можуть королі — святий отець
- 2015 — Безсмертник — Клименко, член ради директорів «Пан-косметик»
- 2014 — Повернення Лялі — Микола Дмитрович Черкасов
- 2014 — Красуня Ляля — Микола Дмитрович Черкасов
- 2014 — Дворняжка Ляля — Микола Дмитрович Черкасов (головна роль)
- 2014 — Так далеко, так близько — Іван, земляк Насті, капітан у РВВС
- 2014 — Злочин у фокусі — іноземний покупець санаторію
- 2014 — Поки станиця спить — музикант № 1
- 2014 — Перелітні птахи — Трошкін, старший слідчий військової прокуратури
- 2014 — Пограбування по-жіночому — дільничний
- 2014 — Особиста справа — інспектор ДПС
- 2014 — Будинок з ліліями — учасник конференції
- 2013 — Фото на документи — швейцар готелю
- 2013 — Життя після життя — Волков, підполковник
- 2013 — Криве дзеркало душі — Валерій Петрович, лікар
- 2013 — Такі красиві люди — Іван
- 2013 — Пастка (фільм, 2013) — епізод
- 2012 — 2016 — Віталька
- 2012 — Не бійся, я поруч! — Влад Вишневський
- 2012 — Жіночий лікар — Сергій Серков, чоловік Таї (у 21-й серії «Двірничка Тая»)
- 2012 — Мама мимоволі — лікар № 2
- 2012 — Дорога в порожнечу — Анатолій Анатолійович Бєглов, слідчий прокуратури
- 2011—2012 — Я прийду сама — старший лейтенант РВВС
- 2012 — Пристрасті по Чапаю — епізод
- 2012 — Нічна зміна — бригадир освітлювачів
- 2011 — Любов на два полюси — посильний
- 2011 — Нове плаття Корольової — чоловік
- 2011 — Одиначки — черговий
- 2011 — Биття серця — міліціонер
- 2010 — Сімейні мелодрами
- 2010 — Гарлем
- 2010 — Посміхнися, коли плачуть зірки — таксист № 2
- 2010 — 108 хвилин — льотчик
- 2009 — Інспектор і кава — таксист
- 2009 — Диво — гінеколог № 1
- 2009 — Повернення Мухтара 5 — Шуригін (у 3-й серії «Як загасити зірку»)
- 2009 — Крапля світла — епізод
- 2009 — Свати 3 — мужик з вугіллям
- 2009 — При загадкових обставинах — таксист
- 2008 — Божевільний листопад — охоронець
- 2007 — Битва сонечок — епізод
- 2007 — Повернення Мухтара 4 — Задворський (у 52-й серії «Доброзичливець»)
- 2007 — Так не буває
- 2006 — Сестри по крові
- 2006 — Будинок-фантом в придане
- 2006 — Повернення Мухтара 3 — Данилов
- 2006—2007 — Ангел-охоронець — Володимир, помічник Мещерякова
- 2006 — П'ять хвилин до метро — епізод
- 2006—2007 — Розплата за гріхи — епізод
- 2006 — Криваве коло
- 2006 — Все включено — епізод
- 2006 — Вовчиця — епізод
- 2005 — Повернення Мухтара 2 — лікар (у 43-ї серії)